# NGC 7762
NGC 7762 (również OCL 280) – gromada otwarta znajdująca się w gwiazdozbiorze Cefeusza. Odkrył ją William Herschel 23 listopada 1788 roku. Jest położona w odległości ok. 2,5 tys. lat świetlnych od Słońca. Jest to stara gromada w wieku ponad miliarda lat. Widoczna jest na tle mgławicy Cederblad 214, blisko jej krawędzi.